# Đạt Phi
Nguyễn Đạt Phi, hay còn được biết đến với nghệ danh là Đạt Phi, là một diễn viên lồng tiếng và đạo diễn phim người Việt Nam. Anh còn được biết là một diễn viên và Đạo diễn chuyển âm các bộ phim chiếu rạp tại Việt Nam đồng thời cũng là nhân viên và giám đốc công ty Đạt Phi Media.

## Tiểu sử
Đạt Phi sinh ngày 4 tháng 7 năm 1968 sinh ra tại Chợ Lớn. Anh tốt nghiệp trường Điện ảnh năm 1991 cùng khóa với Lý Hùng, Ngọc Hiệp, Lê Tuấn Anh, Diễm Hương.... Từ năm 1995 đến 2002 tham gia lồng tiếng cho phim ATV. Từ 2006 đến nay lồng tiếng cho phim San Yang.

## Hoạt động

### Đóng phim
- Lương Kiều trong Vị Đắng Tình Yêu
- Nhà báo trong Mộng Phù Du
- Thầy giáo trong Chuyện Tình Yêu
- Thành trưởng phòng marketing trong Nhịp Đập Trái Tim
- chú Sáu Lân Tinh trong Ngũ Quái Sài Gòn

### Lồng tiếng
- Ngày mai trời lại sáng
- Thiên trường địa cửu
- Hồng Hy Quan
- Thượng Hải tranh bá Đồ Long
- Thần cơ diệu toán Lưu Bá Ôn phần 7
- Mộc Quế Anh
- Bao Thanh Thiên
- Quái hiệp Nhất Chi Mai (Ly Ca Tiếu)
- Hoàn Châu cách cách II, III
- Tân dòng sông ly biệt
- Tinh võ anh hùng
- Tiếu ngạo giang hồ
- Xóm vắng
- Bên dòng nước
- Nhân gian huyền ảo
- Tế công 1995
- Khử tà diệt ma (Sơn Bổn Nhất Phu)
- Biệt đội Big Hero 6
- Cậu bé rừng xanh
- Hành trình trở về
- Thỏ Peter
- Bình Ngô Đại Chiến